# فروید (مجموعه تلویزیونی)
فروید یک مجموعه تلویزیونی جنایی آلمانی و اتریشی است که پیرامون زندگی زیگموند فروید جوان ساخته شده‌است. ۸ قسمت از این سریال تولید شده‌است که اولین قسمت آن در ۲۳ مارس ۲۰۲۰ روی شبکه نتفلیکس پخش شد.

## داستان
این مجموعه زیگموند فروید جوان (رابرت فینستر) را به تصویر می‌کشد که سال ۱۸۸۶ در شهر وین اتریش با کمک دستیارش فلور سالومه (الا رامپف) و پلیسی به نام آلفرد کیس (گئورگ فریدریش) مشغول حل معماها و اسرار مختلف است.

## قسمت‌ها
اولین فصل فروید در ۲۳ مارس ۲۰۲۰ در نتفلیکس پخش شد که شامل ۸ قسمت بود.

## تولید
فیلمبرداری این سریال در شهر پراگ، جمهوری چک انجام شد.

## استقبال
فصل اول فروید دارای رتبه ۵۰٪ در سایت منتخب راتن تومیتوز است. نویسنده گاردین، آدریان هورتون، سریال فروید را به فیلم‌های معروفی مثل آبراهیم لینکلن: شکاری خون‌آشام تشبیه کرد. همچنین نیک شاگر، نویسنده روزنامه دیلی بیست، همین نظر را داشت و نوشت که " این سریال" پیوندی میان حقیقت و ماوراءالطبیعه، به گونه ای معقول است. "